# Die Sitte
Die Sitte ist eine deutsche Fernsehserie, die von 2001 bis 2006 ausgestrahlt wurde. Sie zeigt die Arbeit des KK 12 (Kriminalkommissariat 12, Dezernat Sexualdelikte) der Kriminalpolizei Köln. Die Serie wurde von der Kölner Film- und Fernsehproduktion filmpool für den Sender RTL entwickelt und produziert. Ausführender Produzent war Thomas Eckelkamp.

## Handlung
Die Serie beginnt stets mit einer Einstellung auf das Opfer eines Sexualverbrechens, das in fast allen Fällen nicht überlebt hat, im Hintergrund läuft eine Art Spieluhrmelodie. Es folgt ein Rückblick auf die letzten Stunden im Leben des Opfers, und nach dem Vorspann treten die Beamten der Sitte in Aktion. Im Laufe der Ermittlungen werden immer wieder Rückblenden in schwarz-weiß gezeigt.

## Figuren

### Hannah Koch
Kriminalhauptkommissarin Hannah Koch ist die leitende Ermittlerin. Sie war vorher bei der Mordkommission. Sie ist Ende 30, verheiratet und hat zwei Söhne. Sie und Winkler ermitteln außerhalb des Dezernats, wobei Koch stets den Mercedes-Dienstwagen fährt.

### Leonard „Lenny“ Winkler
Kriminaloberkommissar Leonard Winkler, genannt Lenny, lässt sich zur Sitte versetzen. Er ist Ende 30, geschieden und Vater einer Tochter. Er soll mit seiner direkten Art die Verdächtigen verunsichern, die oft in einem völlig abgedunkelten Raum mit einer grellen Deckenleuchte verhört werden.

### Marion Brandt
Marion Brandt ist die zuständige Staatsanwältin. Sie taucht gelegentlich am Tatort und im Dezernat auf, manchmal besuchen sie Winkler und Koch auch in ihrem Büro im Gerichtsgebäude.

### Dr. Susanne Pohl
Susanne Pohl ist die Gerichtsmedizinerin. Man sieht sie normalerweise einmal am Tatort und einmal in der Rechtsmedizin.

### Lisa Klein
Lisa Klein ist die Forensikerin. Man sieht sie meist nur einmal im weißen Overall am Tatort und gelegentlich ein zweites Mal im Labor. Seit der dritten Staffel ist sie nicht mehr dabei. Ihre Nachfolgerin ist Gertrud Staudinger.

### Gertrud Staudinger
Seit Anfang der dritten Staffel ist Gertrud Staudinger die neue Forensikerin. Sie spricht Spanisch und ist etwas älter als ihre Vorgängerin.

### Katrin Selig
Katrin Selig arbeitet ausschließlich im Dezernat und unterstützte Koch und Winkler in administrativer Hinsicht, hauptsächlich durch Internetrecherche. Seit dem Ende der ersten Staffel nicht mehr dabei. Ihre Nachfolgerin wurde Silvia Röder.

### Silvia Röder
Seit Anfang der zweiten Staffel arbeitet Silvia Röder im Innendienst der Sitte und erledigt dort administrative Aufgaben.

## Auszeichnungen
- Deutscher Fernsehpreis 2002: Nominierung in der Kategorie Bester Schnitt
- Grimme-Preis-Nominierung 2003 in der Kategorie Serie/Mehrteiler
- Deutscher Fernsehpreis 2004 für Iris Böhm in der Kategorie Beste Schauspielerin Serie